# Книга Жизни
Книга Жизни — философски-религиозное символическое понятие, существующее во многих религиях и культах. В иудаизме и христианстве это книга Господа, в которую внесены все достойные для жизни, а кто вычеркнут из неё, тот обречён на смерть (Исх. 32:32, 33) ; в исламе — все деяния человека, как добрые, так и злые. Книга Жизни запечатана до Страшного Суда и её невозможно прочесть. Откроется в будущем, перед приходом Мессии.

## Иудейская эсхатология
«И восстанет в то время Михаил, князь великий, стоящий за сынов народа твоего; и наступит время тяжкое, какого не бывало с тех пор, как существуют люди, до сего времени; но спасутся в это время из народа твоего все, которые найдены будут записанными в книге.
И многие из спящих в прахе земли пробудятся, одни для жизни вечной, другие на вечное поругание и посрамление.
И разумные будут сиять, как светила на тверди, и обратившие многих к правде — как звезды, вовеки, навсегда.
А ты, Даниил, сокрой слова сии и запечатай книгу сию до последнего времени; многие прочитают её, и умножится ведение».
Книга пророка Даниила. гл.12 1-4
«Огненная река выходила и проходила пред Ним; тысячи тысяч служили Ему и тьмы тем предстояли пред Ним; судьи сели, и раскрылись книги».
Книга пророка Даниила. гл.7. 10.

## Христианская эсхатология
«И увидел я мертвых, малых и великих, стоящих пред Богом, и книги раскрыты были, и иная книга раскрыта, которая есть Книга Жизни; и судимы были мертвые по написанному в книгах, сообразно с делами своими. Тогда отдало море мертвых, бывших в нём, и смерть, и ад отдали мёртвых, которые были в них; и судим был каждый по делам своим. И смерть, и ад повержены в озеро огненное. Это смерть вторая. И кто не был записан в Книге Жизни, тот был брошен в озеро огненное» (Откр. 20:12—15).
«И не войдет в него (великий город, святый Иерусалим) ничто нечистое и никто преданный мерзости и лжи, а только те, которые написаны у Агнца в Книге Жизни» (Откр. 21:27).
«Зверь, которого ты видел, был, и нет его, и выйдет из бездны, и пойдет в погибель; и удивятся те из живущих на земле, имена которых не вписаны в Книгу Жизни от начала мира, видя, что зверь был, и нет его, и явится» (Откр. 17:8).
«Побеждающий облечется в белые одежды; и не изглажу имени его из Книги Жизни, и исповедаю имя его пред Отцем Моим и пред Ангелами Его» (Откр. 3:5).
«И поклонятся ему все живущие на земле, которых имена не написаны в Книге Жизни у Агнца, закланного от создания мира» (Откр. 13:8).
«Ей, прошу и тебя, искренний сотрудник, помогай им, подвизавшимся в благовествовании вместе со мною и с Климентом и с прочими сотрудниками моими, которых имена — в Книге Жизни» (Фил. 4:3).

## Исламская эсхатология
Каждому воскресшему будет вручена книга с его деяниями, которые записывались при их жизни ангелами — «Кирамен Катибин». Воскресшие ознакомятся со своими делами и будут по ним судимы.
«В тот День вы предстанете перед Аллахом для расплаты, и ни одна из ваших тайн, которые вы скрываете, не утаится.
Тот, кому будет вручена в правую руку Книга записи его деяний, ликуя, скажет окружающим: „Вот вам, читайте Книгу моих деяний!
Поистине, я верил в земной жизни, что предстану (перед Аллахом) для расплаты за свои деяния, и хорошо приготовился к этому“.
И он — в жизни благополучной, довольной, в высшем по достоинству и степени райском саду, плоды которого доступны.
Ешьте и пейте во здравие — ваша еда и питьё не порицаемы и не вредны — за то, что вы совершали благочестивые деяния в минувшие дни земной жизни.
А тот, кому будет вручена Книга записей его деяний в левую руку, скажет, горюя и сожалея: „О, если бы мне не дана была Книга записи моих деяний, и я бы не знал, какова будет моя расплата!
О, если бы смерть была концом для меня и не было бы воскрешения после неё! — и ничто из моего достояния в земной жизни не помогло мне (в Судный день). Я потерял своё здоровье и свою силу“.
Стражам геенны будет повелено: „Схватите его, привяжите его руки к шее, ввергните его в ад, и свяжите его предлинной цепью.
Ведь он не уверовал в Аллаха Великого и не побуждал кормить бедняков“.
В сей День нет для этого неверного в аду родственника, который спас бы его, и нет для него пищи, кроме помоев обитателей огня: крови и гноя, которую едят только закоренелые грешники, упорствующие в своём грехе».
Коран 69:18-37

## Животная книга
Согласно энциклопедическому словарю Брокгауза и Ефрона, так в старину на Руси называлась книга, в которую вносили имена умерших (большей частью на войне), для поминовения. Словарь Даля расширяет данное значение:
Животная книга, книга живота, жизни, дел, в которую, иносказательно, записываются жизнь и дела, судьба и смерть человека. | Поминальная книга, синодик.

Пример употребления в литературе: 
 <…> ведомости не животная книга, в них не одни праведные вписываются. 

### Животная книга духоборцев
Животная книга духоборцев — запись духовных текстов духоборов, осуществленная В. Д. Бонч-Бруевичем и изданная им в 1909 году.